# Невзоров Олександр Глібович
Олександр Глібович Невзоров (рос. Александр Глебович Невзоров; нар. 3 серпня 1958, Ленінград, РРФСР, СРСР) — радянський, російський громадський діяч, опозиціонер, блогер, репортер, телеведучий; депутат Державної думи чотирьох скликань, режисер, публіцист, блогер, анатом та фізіолог; член Всеросійської наукової спілки анатомів, гістологів та ембріологів. Атеїст-сцієнтист. Популярність отримав під час перебудови своєю авторською програмою 600 секунд на П'ятому каналі тодішнього Ленінградського телебачення. Довірена особа кандидата в президенти Росії Володимира Путіна на виборах у 2012 році. У липні 2013 року заявив, що «історією Росії пишатись не можна», а у 2014 публічно підтримав Україну, засудивши
окупацію Криму та назвавши російських бойовиків на Донбасі терористами. У жовтні 2016 року заявив, що «не існує ніякої російської нації». З 2022 перебуває в еміграції за антивоєнну позицію. У 2023 був заочно засуджений у Росії до 9 років ув'язнення за «фейки про армію РФ».

## Життєпис

### Ранні роки
Виховувався бабусею та матір'ю. Дід по матері — генерал МДБ Георгій Володимирович Невзоров — очолював у 1946—1955 роках Управління МДБ СРСР із боротьби з бандитизмом Литовської РСР, що займалося боротьбою з «лісовими братами». Невзоров стверджує, що в дитинстві був присутній разом з ад'ютантом діда на конспіративних квартирах, куди приходили священники РПЦ Московської Патріархії, щоб «настукати» на своїх парафіян.
Мати — Галина Георгіївна Невзорова (1936—2001) — журналістка газети «Зміна» (рос. Смена), похована на Преображенському єврейському кладовищі в Санкт-Петербурзі.
Невзоров стверджує, що ніколи не бачив свого батька.
З власних слів, закінчив школу з поглибленим вивченням французької мови. Навчався в Московській духовній семінарії, але був відрахований із четвертого курсу.
Навчався в Літературному інституті імені Горького й на філологічному факультеті Ленінградського університету, але жодного вишу не закінчив. Був послушником у монастирі РПЦ, співав у церковному хорі, працював хранителем у музеї, каскадером, вантажником, репортером, літературним секретарем, сценаристом.
Перед самим розпадом СРСР, з 1983 року працював на Ленінградському телебаченні, з 1987 року — як телеведучий, вів програму «600 секунд». Спочатку, з 1990 року підтримував Анатолія Собчака, але вже наприкінці 1991 року посварився з ним, що призвело до закриття «600 секунд» в січні 1992.

### Після розпаду СРСР
У період розпаду та децентралізації СРСР прославився, як автор популярного репортажу «Наші» про січневі події 1991 року у Латвії, в якому виправдовувалися збройні дії ОМОНу в республіці. Також підтримував застосування сили радянським режимом 13 січня 1991 року в м. Вільнюс (Литва), про що теж відзняв репортаж.
У 1991 р. з критикою антисемітських статей Невзорова, а також близького до нього політика та публіциста Ігоря Шафаревича, у своїй книзі про радянський антисемітизм виступили Герд Кенен і Карла Хільшер.
Організатору насильства над мирними демонстрантами 1991 року — емігранту з Латвії до Росії командиру Ризького ОМОНу — Чеславу Млинніку, оголошеному владою Латвії у розшук, Невзоров надавав значну підтримку, попри те, що Млиннік пізніше дезертував з органів МВС Росії, та став лідером кримінальної структури, яка контролювала в Ленінградській області автошлях у Гельсінкі.

Як писав демократичний політолог Прибиловський Володимир Валеріанович:
«Млиннік 10 січня 1994 р. був арештований на конспіративній квартирі в Санкт-Петербурзі. Під час арешту при ньому був знайдений незареєстрований пістолет Макарова, фальшиві документи на ім'я Ярослава Турбіна, а також документ, згідно з яким він зазначався редактором телекомпанії „Санкт-Петербург — 5-й канал“. Дев'ять місяців провів в ув'язнені в очікуванні суду. Уже під арештом став помічником депутата Державної Думи РФ Олександра Невзорова. Невзоров зробив масу спроб звільнення Млинніка, зокрема надав адвокату Млинніка вкладку в паспорт, що підтверджувала російське громадянство, але була фальшивою». 
Ці факти підтверджував і дружній Невзорову публіцист В. Козлов.
На думку Леоніда Млєчіна, Невзоров тісно співпрацював у 1990—1991 роках з керівництвом КДБ, отримуючи від останніх оперативні матеріали, та використовувався КДБ з метою певних інформаційно-пропагандистських заходів. Наприклад, у січні 1991 року Невзоров показав у своїй телепрограмі про штурм Вільнюської телевежі оперативні кадри із записом підпільної наради лідерів литовського руху «Саюдіс». Як встановила парламентська слідча комісія Литви, приховане відеознімання цієї наради проводили в одному з підвалів Вільнюса представники КДБ у серпні 1989 року, а через півтора року їх передали Невзорову, щоб звинуватити «Саюдіс» у нелегальній підривній антидержавній діяльності.
У 1990—1994 роках Невзоров очолював незалежну телекомпанію «600 секунд», реорганізовану в 1994 р. у компанію «Творческое объединение Север». Був членом редакційної колегії газети Олександра Проханова «День», членом Думи Російського національного собору, членом організаційного комітету Фронту Національного порятунку.
23 вересня 1993 р. приїжджав до обложеного «Білого дому» РФ, активно виступав проти Єльцина, як опозиційний телекоментатор. 1 жовтня 1993 року Невзоров випустив у ефір останню телепрограму «600 секунд», а вже 4 жовтня 1993 року було оголошено про її закриття під тиском влади.
У цей період Невзоров був нагороджений медаллю СРСР «За зміцнення бойової співдружності» (1991), медаллю Придністровської Молдавської Республіки «Захисник Придністров'я» (1993), орденом Російської Федерації «За особисту мужність» (1995).

У квітні 1993 р. потрапив у скандал після своїх коментарів відносно вбивства двох монахів Оптиної пустині (Калузька область, РФ). Як пише В. Свінцов: 
«Не встигла слідча бригада вивчити обставини кривавої трагедії в Оптинській пустині, як того ж вечора, 20 квітня (1993 р.), Олександр Невзоров поспішив заявити про ритуальний характерв убийства». 
Така заява Невзорова дала привід деяким журналістам і представникам єврейських організацій запідозрити його у схильності до антисемітизму.
У 1994—1996 роках під загальним керівництвом Невзорова видавалася зареєстрована 16 травня 1994 року націоналістична газета «Информ — 600 секунд», головним редактором якої став прессекретар і помічник Невзорова, колишній керівник пресгрупи телекомпанії «600 секунд» — публіцист Ігор Ільїн, який, зокрема, висловлював підтримку владі РФ у проведенні Першої чеченської війни.
Як журналіст Невзоров після заворушень у країнах Балтії 1991 року, брав участь у висвітленні бойових дій у Придністров'ї, Югославії, Карабасі, Чечні, Іраку.
Працював головним редактором декількох телепрограм Ленінградського, а потім Санкт-Петербурзького телебачення: «Дни», «Дикое поле», «Политика: петербургский стиль» на каналі «Петербург».
З 1994 до 1998 працював консультантом-аналітиком Бориса Березовського й консультантом уряду Російської Федерації.
У 1993—2007 рр. — депутат Державної думи Росії.
Неодноразово ставав фігурантом судових процесів.
Даючи коментар про поведінку депутатів Держдуми РФ для газети «Советская Россия» (24 листопада 1994), Олександр Невзоров зауважив, що його вражає, як відомий проукраїнський діяч Москви, на той час священнослужитель УПЦ КП — депутат Якунін Гліб Павлович — «таскает» з буфету Держдуми тарілки, ховаючи їх в рясу. Якунін визнав ці трактування своїх дій такими, що «порочать його честь і гідність», звернувся до суду, та домігся виплати йому 50 мільйонів рублів компенсації за завдання моральної шкоди. Суд позов задовольнив.
Предметом судового розгляду став сюжет Невзорова «Ковырялки» з його телепрограми «Дикое поле» (30 червня 1995), у якій ув'язнених жіночої колонії журналіст звинуватив у лесбійстві. Суд визнав дії журналіста Невзорова незаконними й такими, що порушують конституційні та етичні норми.
За даними журналіста-кримінальника Андрія Константінова, у 1990-х роках помічником депутата Держдуми Невзорова була відома у кримінальних колах особа — президент охоронної фірми «Кугуар» Коляк Руслан Артемійович з Санкт-Петербурга («Пучеглазий»), убитий у 2003 р.
У 1999 році серйозного удару по репутації Невзорова завдали опубліковані в пресі та озвучені в електронних ЗМІ матеріали прослуховування його телефонних розмов з Борисом Березовським, в яких йшлося про замовні телепрограми Невзорова на підтримку інтересів Березовського, проплачені останнім, та обумовлений цим же конфлікт Невзорова з Анатолієм Собчаком.

### 2000—2021
У 2000-х роках Невзоров пішов з політики й політичної журналістики та присвятив себе коням.
Від листопада 2001 до грудня 2002 р. був одним зі співведучих Михайла Леонтьєва в аналітичній програмі «Інший час» на «Першому каналі».

З липня 2007 до січня 2009 р. вів авторську колонку в журналі «Профіль», з вересня 2009 р. вів ту ж колонку (під назвою «Невзоров») в тижневику «Однако»:
«Улітку 2007 р. головний редактор „Профілю“ Михайло Леонтьєв умовив Невзорова вести в журналі колонку. Над її назвою головний редактор довго не думав: колонка іменувалася „Невзоров“ тому що до звучання цього прізвища, що стала ім'ям, додати нічого». 
Останній матеріал Невзорова на сайті «Однако» датується 13 травня 2010 року.
Тоді ж, у 2010 році, Невзоров вперше став заявляти про свій атеїзм та антиклерикалізм, у той час як його колишній медіапартнер Михайло Леонтьєв, навпаки, продовжував заявляти про свій православний патріотизм.
З 2012 року вів інтернет-передачу «Уроки атеїзму», що складалася з випусків із середньою тривалістю 9 хвилин.

У 2012 році на президентських виборах в Росії був довіреною особою та агітував за Володимира Путіна, називав його:
«єдиним, хто зможе утримати від катастрофи імперію, яка щомиті розвалюється».
Від листопада 2015 р. — ведучий програми «Паноптикум» на телеканалі «Дождь» спільно з Василем Уткіним, із січня 2017 р. — постійний гість щотижневої програми «Невзоровские среды» (раніше, у лютому 2015, — «Персонально ваш») на радіостанції «Ехо Москви».

### Після 2022
Невзоров стверджує, що з 2006 р. є радником генерального директора «Першого каналу» Костянтина Ернста, та за гонорар дає медикам за кордоном і в РФ приватні лекції на латині.
20 березня 2022 року виїхав в Ізраїль для виступу з відкритою лекцією. 23 березня того ж року Головне слідче управління Слідчого комітету (СК) Росії порушило кримінальну справу стосовно Олександра Невзорова. У його діях влада РФ угледіла ознаки злочину, пов'язаного з «громадським поширенням фейків про дії збройних сил Російської Федерації». За версією слідства, Невзоров 9 березня в Instagram і 19 березня в YouTube опублікував «свідомо неправдиву» інформацію про навмисний обстріл «ПС РФ пологового будинку в місті Маріуполі» Невзоров вимушено залишився в Ізраїлі й заявив, що має намір повернутись до Росії.
3 червня 2022 року, як повідомив сам Олександр, йому та його дружині Лідії Невзоровій, за указом президента України Володимира Зеленського, надано українське громадянство за визначні заслуги перед країною. Проте секретар РНБО України (в інтерв‘ю 24 каналу) сказав, що поки що Олександр не отримав українського громадянства, бо для набуття статусу громадянина України необхідно пройти відповідну процедуру, передбачену Конституцією та законами України. Окрім того, попередньо Невзорову треба буде відмовитись від громадянства РФ.

## Засудження за «фейки про російську армію»
Наприкінці березня 2022 року в Росії на Невзорова завели кримінальну справу за ст. 207.3 через публікацію в Instagram та Youtube інформації про навмисний обстріл російською армією пологового будинку в Маріуполі. Прокуратура запросила покарання у вигляді 9 років ув'язнення. 1 лютого 2023 року Басманний районний суд Москви заочно приговорив журналіста до 8 років колонії за пунктом «д» частини 2 статті 207.3 УК РФ.

## Політична діяльність і позиція
У період кампанії з виборів Президента Росії весною-улітку 1991 року Невзоров пропагував кандидатури Володимира Жириновського та Альберта Макашова. Останній у червні 1991 року очолив Всеросійський рух «Отчизна», а Невзоров у липні того ж року брав участь у створенні Ленінградської організації руху «Отчизна», проводив його установчу конференцію разом з колишнім лідером фронту «Память» Ріверовим.
У листопаді 1991 на мітингу в Санкт-Петербурзі Невзоров проголосив створення Народно-визвольного руху «Наші», який, за однією з версій, став предтечею прокремлівського молодіжного руху з однойменною назвою.

У 1992 році зробив наступну заяву щодо СРСР та Російської імперії: 
«Слово „совєцький“ не замінило слів „грузинський“, „латиський“, „український“, але повністю замінило в офіціозі слово „русскій“. Росію знищили, розчинивши в терміні „Союз“. Імперія, та Росія, яка була колись, будувалася не на штиках і пактах, а на довгому, добровільному або історично необхідному у неминучому зрощенні різних народностей».
У грудні 1993 року як висуванець від так званої «Думи Русского Народного Собора» разом зі ще одним висуванцем Віктором Ілюхіним обраний депутатом Держдуми РФ.
За твердженням авторів видання Московського антифашистського центру «Политический экстремизм в России» (Москва, 1996), координовані Невзоровим рух «Наші» та «Русскій народний собор» були націоналістичними та екстремістськими організаціями.
Тогочасна політична ідеологія, декларована Невзоровим, була охарактеризована демократичним політологом Володимиром Прибиловським, як праворадикальна та «етнократична».

Невзоров стверджував, що до Першої чеченської війни був затятим імперцем і патріотом, але потім відбувся злам і він зрозумів, що імперська ідея, цілісність країни та інше не варті «трупів, дикого материнського й удовиного горя». Але таке твердження спростовується його власним визнанням, даним влітку 1998 р. для видання «Российский кто есть кто: журнал биографий». Як пише автор статті «От „Ада“ до „Чистилища“», цитуючи слова Невзорова:
«У зв'язку з подіями в Чечні ставлення Невзорова до влади змінилося на краще. Він знімає свій перший фільм про Чечню „Ад“, який вийшов в ефір під завісу 1994 року»… «Те, що я побачив, мене порадувало щиро та серйозно. Я зрозумів, що ця війна героїчна» (процитував далі автор Невзорова).
Також у 1995—1996 роках Невзоров закликав до максимальної жорсткості щодо Чеченської Республіки Ічкерія, що було опубліковано на сторінках видаваного ним часопису «Информ 600 секунд».
У 1999 році висловився за авторитаризм. У коментарі для П. Шеремета саме Невзоров закликав тогочасного главу уряду РФ В. Путіна «проявити владолюбство та взяти Росію в ліжко ще до весілля».

У виступі 2019 року Невзоров заявив, що не вважає себе ані російським «державником», ані «православним» та що в питанні російської агресії проти України цілковито стоїть на боці України. Російських професійних військових найманців-диверсантів, засланих на схід України (таких, наприклад, як Гіркін-Стрєлков), називав одночасно й своїми «друзями», і визнавав їх «терористами». Анексію Криму Росією називав мародерством:
«Лежала закривавлена, непритомна Україна, а із сумочки у неї стирчав Крим. Росія його забрала. Це називається мародерство».
В інтерв'ю 2015 року стверджував, що в російській агресії немає вини Путіна, що він у цьому випадку лише пристосовується під те, чого хоче російський народ.
У ЗМІ виступає з крайніх атеїстичних, антиклерикальних та антимонархічних позицій. Підтримав надання автокефалії Українській Православній Церкві.

### Національність
Після російської агресії проти України попросив громадськість більше не називати його росіянином:
«У мене немає національності. Після українських подій я написав заяву про вихід з росіян. Я непитущий, небоговірний і на балалайці грати не вмію — який з мене росіянин?»
Публічно визнав, що «перехворів на фашизм». Сам заявив, що ніколи не просив про українське громадянство, і що Президент України Зеленський прийняв правильне ідеологічне рішення, адже приклад з ним може стати корисним у боротьбі з російською пропагандою. Надання громадянства Невзорову було розкритиковане опозицією, адже такий вчинок було застосовано до колишнього пропагандиста, тоді як військові добровольці, які захищають Україну і яких вдома чекає переслідування за участь у воєнних діях на території іншої країни, не можуть здобути громадянство довгий час. Окремим пунктом критики надання громадянства був виділений недружній крок щодо відносин України з Литвою: у 1990 році Невзоров робив репортаж про десантників, які були послані придушити протести в Литві щодо виходу з СРСР, за контекстом репортажу, Невзоровим литовці були названі «фашистами».

## Цікаві факти
Невзоров стверджує, що в 2014 році вигадав тест-мем «Чей Крым?». Він запропонував Дмитру Гордону ставити це питання в інтерв'ю для визначення «ватності» після захоплення путіним Криму. Також є автором мему «Домбить Бамбас».

## Творчість

### Фільми
- 1991 — Наші[34]
- 1995 — Чудотворна (про події жовтня 1993 року)[35]
- 1995 — Кухар (про людожера Кузікова)
- 1995 — Пекло (про чеченську війну)[36]
- 1997 — Чистилище — режисер, сценарист, кінопродюсер[37]
- 2005 — Кінська енциклопедія — режисер, сценарист
- 2006 — Методіка Nevzorov Haute École: основні принципи — виробництво «NEVZOROV HAUTE ÉCOLE»
- 2008 — Кінь розіп'ятий і воскреслий — спектакль, документальний фільм (Росія) режисер, сценарист
- 2010 — Lectio Equaria Palaestra (Манежне кінське читання) — Росія, режисер

### Книги
- Невзоров А. Г. Поле чести — СПб.: Международная издательская корпорация, 1995. — 320 с. — 51 000 экз. — ISBN 5-900740-12-9.
- Невзоров А. Г. Лошадиная энциклопедия. — СПб.: АСТ, Астрель-СПб, 2005. — 358 с. — 5 000 экз. — ISBN 5-17-033457-2.
- Невзоров А. Г. Трактат о Школьной посадке. — СПб.: АСТ, Астрель-СПб, 2008. — 128 с. — ISBN 978-5-17-052660-4.
- Леонтьев М. В., Невзоров А. Г. Крепость «Россия». — М.: Эксмо, 2008. — 319 с. — ISBN 978-5-699-25740-9.
- Невзоров А. Г. Избранное из публикаций 2007—2009 годов. — СПб.: Nevzorov Haute École, 2009. — 288 с. — ISBN 978-5-7451-0154-7.
- Невзоров А. Г. Конский спорт. Секреты «мастерства». — СПб: АСТ, 2009. — 160 с. — 3 000 экз. — ISBN 978-5-17-057820-7.
- Невзоров А. Г. Трактат о работе «в руках». — СПб.: АСТ, Астрель-СПб, 2010. — 128 с. — 3 000 экз. — ISBN 978-5-17-068076-4.
- Невзоров А. Г. Краткая история цинизма. — М.:: АСТ, Астрель-СПб, Nevzorov Haute École, ВКТ, 2010. — 320 с. — ISBN 978-5-17-069686-4.
- Невзоров А. Г. L. E. P. Манежное лошадиное чтение. Киносценарий. — СПб.: Nevzorov Haute École, 2010. — 144 с. — 3 000 экз. — ISBN 978-5-904788-04-9.
- Невзоров А. Г. Лошадиная энциклопедия. — АСТ, Астрель-СПб, 2010. — 384 стр. — 1500 экз. — ISBN 5-17-035523-8, 5-9725-0244-5, 5-17-035523-5;
- Невзоров А. Г. Происхождение личности и интеллекта человека. Опыт обобщения данных классической нейрофизиологии. — СПб.: Анатомия и Физиология, 2012. — 544 с. — ISBN 978-5-904788-15-5.
- Невзоров А. Г. Отставка господа бога. Зачем России православие? — М.: Эксмо, 2015. — 224 с. — 4 000 экз. — ISBN 978-5-699-77727-3; 3 000 экз. — ISBN 978-5-699-78735-7;
- Невзоров А. Г. Уроки атеизма: книга + CD (з живим голосом Олександра Невзорова) — М.: Эксмо, 2016. — 352 с. + CD — 4 000 экз. — ISBN 978-5-699-82339-0;